# Anisothecium humile
Anisothecium humile är en bladmossart som beskrevs av Lindberg 1887. Anisothecium humile ingår i släktet Anisothecium och familjen Dicranaceae. Inga underarter finns listade i Catalogue of Life.